# Estación Lezama
Lezama es una estación ferroviaria ubicada en la ciudad del mismo nombre, en el partido de Lezama, Provincia de Buenos Aires, Argentina.

## Servicios
Es una estación intermedia del ramal entre la estación Constitución de la ciudad de Buenos Aires con la estación Mar del Plata. Los servicios de Trenes Argentinos Operaciones prestan parada en esta estación.
Desde Lezama se desprendía un ramal a La Plata, sin embargo ese ramal fue clausurado en 1977 y desde ese momento dejaron de circular trenes desde La Plata hasta esta estación.
Sus vías e instalaciones están a cargo de la empresa estatal Trenes Argentinos Operaciones

## Ubicación
Está ubicada a 151 kilómetros de la estación Constitución, en el centro de la localidad de Lezama, en la intersección de las avenidas San Martín (Autovía 2) y Cobo.

## Toponimia
La estación toma su nombre de José Gregorio Lezama, comerciante de figuración en muchos emprendimientos mercantiles.